# 高仲祐之
高仲 佑星（たかなか ゆうせい、12月4日 - ）は、日本の声優、舞台俳優。神奈川県出身。旧芸名は高中 宏之（たかなか ひろゆき）、高仲 祐之（たかなか ひろゆき）。

## 略歴
スクールデュオ出身。以前は賢プロダクションに所属していた。フリーを経て、2020年4月よりアミュレート所属となる。

## 人物
特技はアクロバット、スライドハンドマジック、殺陣。

## 出演

### テレビアニメ
2010年
- メタルファイト ベイブレード 爆（スペイン代表）

2011年
- お兄ちゃんのことなんかぜんぜん好きじゃないんだからねっ!!（教師）
- 真剣で私に恋しなさい!!（官房長官）

2012年
- LUPIN the Third -峰不二子という女-（ファントム・パイロット、警官）
- 絶園のテンペスト（部下G）
- PSYCHO-PASS サイコパス（工場作業員）
- NARUTO -ナルト- SD ロック・リーの青春フルパワー忍伝（有識者）
- ジョジョの奇妙な冒険（科学者C）

2013年
- THE UNLIMITED 兵部京介（ヘリ兵）
- バトルスピリッツ ソードアイズ（スティンガー）
- マギ（街の男、乗組員A、兵士A、代表、役人B） - 2シリーズ
- 宇宙戦艦ヤマト2199（ゆきかぜ通信士）
- 革命機ヴァルヴレイヴ（隊長、ドルシア軍・兵士、アウナウンス、兵士、番匠ジュート 他）
- 銀河機攻隊 マジェスティックプリンス（ベラロシラム代表）
- サムライフラメンコ（男性A）
- アウトブレイク・カンパニー

2014年
- パックワールド（サイクロプスB）

2016年
- コンクリート・レボルティオ〜超人幻想〜THE LAST SONG（警備員、コモリン）

2021年
- マジカパーティ（2021年 - 2022年、ブラッドレー校長、ファンホーク）
- TSUKIPRO THE ANIMATION 2（編集者）

2022年
- リーマンズクラブ（ハルキの祖父、審判）
- 勇者、辞めます（科学者A）

2023年
- B-PROJECT〜熱烈*ラブコール〜（カメラマン、宣伝プロデューサー、エンジニア、トーク番組プロデューサー、疋田 他）
- はめつのおうこく（老人）

2025年
- グリザイア:ファントムトリガー（ブラウン）

### 劇場アニメ
- 北極百貨店のコンシェルジュさん（2023年）

### OVA
- マジンカイザーSKL（2011年、パイロット、キバ兵、乗員） - 2010年劇場先行公開

### Webアニメ
- Shenmue the Animation（2022年、陶建民）
- BASTARD!! -暗黒の破壊神-（2022年、大臣長、騎士団員）

### ゲーム
- 転生絵巻三国ヒーローズ（2009年）
- NOISE―voice of snow―（2011年、ガレル、アル爺）
- 時と永遠 〜トキトワ〜（2012年）
- セーラーゾンビ〜AKB48 アーケード・エディション〜（2014年）
- 原神（2022年、シューベルト・ローレンス、レオン、籠釣瓶一心[7]）
- Relayer（2022年、グレソン長官[8]）
- ANONYMOUS;CODE（2022年、牧風都〈ウインド〉[9]）
- ファミコン探偵倶楽部 笑み男（2024年）

### 吹き替え

#### 映画
- アンナ・カレーニナ
- オースティンランド 恋するテーマパーク（ジョージ）
- サイコメトリー〜残留思念〜（ハン刑事）
- ハウンター（ビル）
- プリティ・ワン たったひとつの恋とウソ。（パトリック〈ルカ・ジョーンズ〉）
- マリリン 7日間の恋（大家）

#### ドラマ
- 新水滸伝（阮小七）
- ダ・ヴィンチ・デーモン
- ナイトフライヤー（セール）

#### アニメ
- ロボカーポリー（ブルナー）
- ピーターパン新たなる冒険（ダカン）

### ラジオドラマ
- 追憶の少年（教授、老人、公園の子ども）

### 舞台
- 劇団突破オー!!「カマンチック2丁目〜凸男凹男〜」
- 劇団ガバメンツ「アイボウ」
- 演劇集団T-BORN「トンボの眼」（長老）

### ナレーション
- ものホース
- 新規加入のみなさんへ（DVDキャスター）
- GREEN TEC事業案内映像（独立電源システム編、システムインテグレーター編）

### ボイスオーバー
- エレンの部屋
- Dr.アリス 長寿の秘密（BBC）
- 解明・宇宙の仕組み（ディスカバリーチャンネル）
- BBC地球伝説 華麗なる芸術の旅（BS朝日）